# Pavel Petrovics Bazsov
Pavel Petrovics Bazsov (Sziszerty, 1879. január 27. – Moszkva, 1950. december 3.) orosz író, meseköltő, Jegor Tyimurovics Gajdar orosz politikus nagyapja.

## Életrajza
Bányászcsaládban született. Diplomáját 1899-ben szerezte a Permi Teológiai Szemináriumban. Jekatyerinburgban és Kamislovban tanított. Itt ismerkedett meg Ivanyickaja Valentyinával, akit később feleségül vett. 1918-ban önként jelentkezett a Vörös Hadseregbe, harcolt az oroszországi polgárháborúban. Később az Urál területén - ahol 20 évig tanítóskodott - gyűjtötte a népmeséket. Lenin-renddel és a Szovjetunió Állami Díjával tüntették ki. A II. világháború után a látása drasztikusan gyengülni kezdett, de ő folytatta a szerkesztői munkáját, valamint a népmesék gyűjtését. 1946-ban választották be a Szovjetunió Legfelsőbb Tanácsába. Moszkvában halt meg 1950. december 3-án, sírja Szverdlovszkban (Jekatyerinburgban) található.

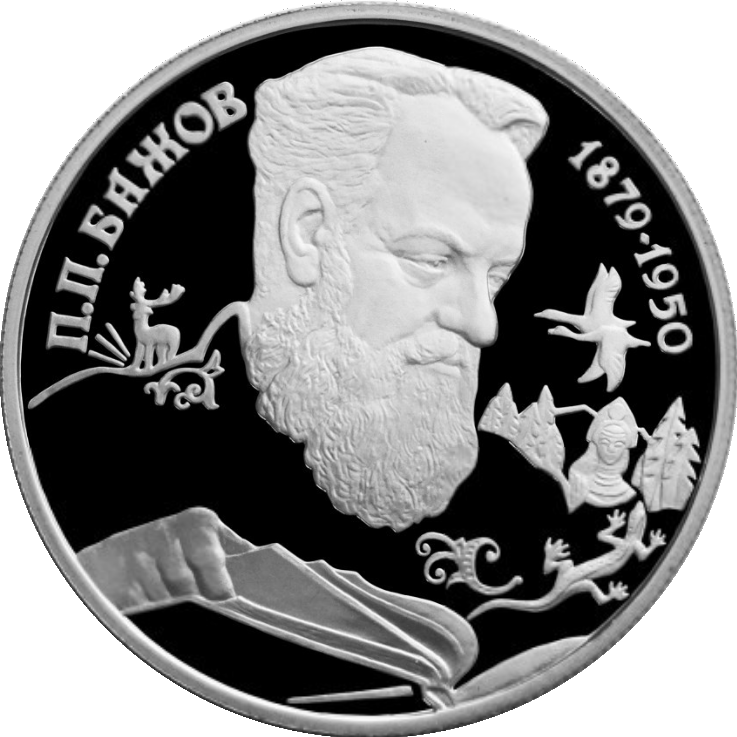
Oroszország kiemelkedő személyiségei sorozat: Pavel Petrovics Bazsov - születésének 115. évfordulóján kiadott 2 rubelesen

## Források

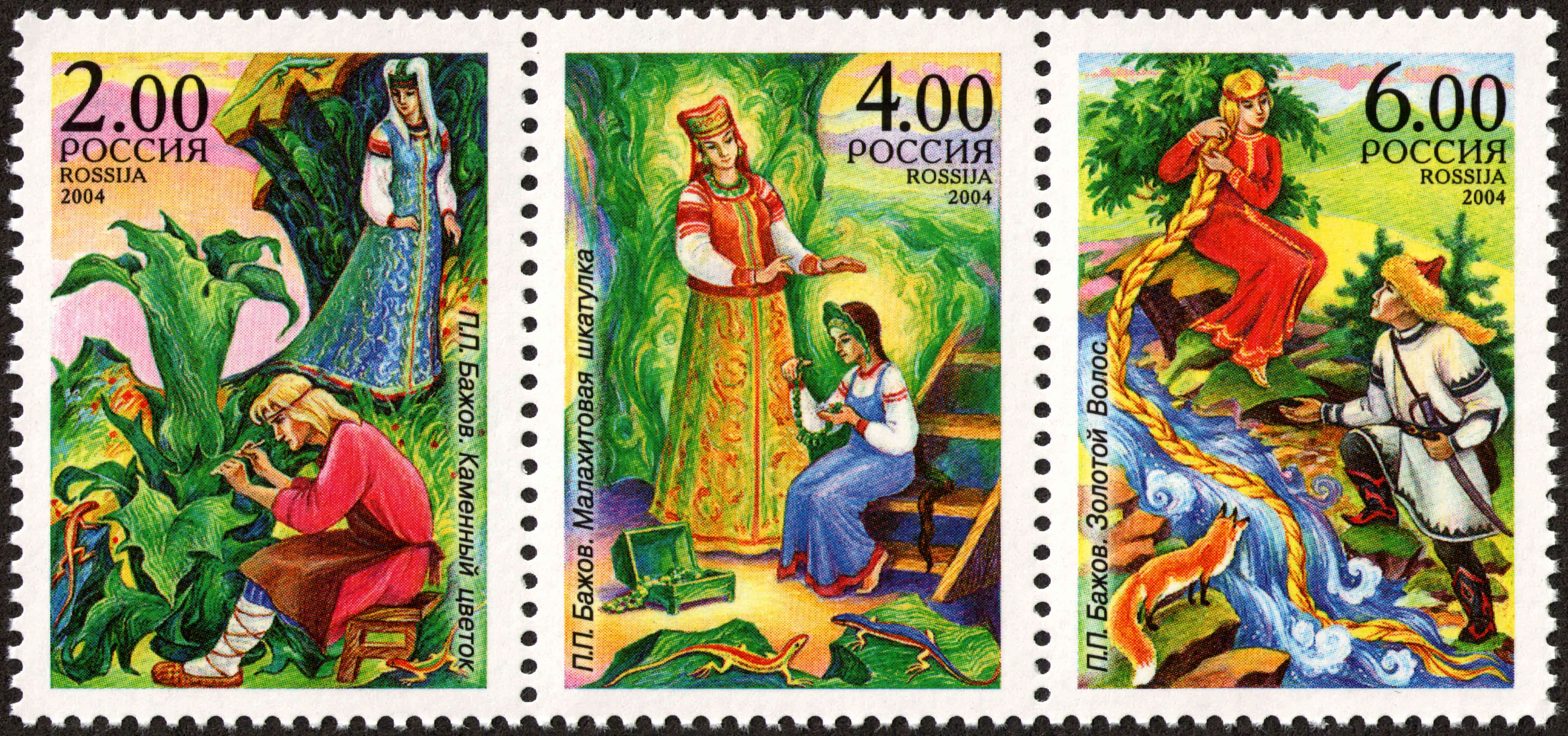
Illusztrációk orosz bélyegeken Bazsov meséihez (2004)

## Művei

### Magyarul megjelent könyvei
| Évszám | A mű címe                  | Kiadási adatok                                                                    |
| ------ | -------------------------- | --------------------------------------------------------------------------------- |
| 1949   | Kéktündér és más mesék     | ford. Koltai Sándor; Új Magyar Könyvkiadó, Bp., 1949                              |
| 1949   | Kővirág és más mesék       | ford. Koltai Sándor; Új Magyar Könyvkiadó, Bp., 1949                              |
| 1949   | Drágakőhegy és más mesék   | ford. Koltai Sándor; Új Magyar Könyvkiadó, Bp., 1949                              |
| 1949   | Ezüstpatkó és más mesék    | ford. Koltai Sándor; Új Magyar Könyvkiadó, Bp., 1949                              |
| 1950   | Aranykalács és más mesék   | ford. Pétervári László, átdolg. B. Radó Lili; Új Magyar Könyvkiadó, Bp., 1950     |
| 1950   | Nagy meséskönyv            | ford. Koltai Sándor; Ifjúsági, Bp., 1950                                          |
| 1950   | A titok. Ifjúsági történet | ford. Beke Margit; Új Magyar Könyvkiadó, Bp., 1950                                |
| 1952   | Tajutka tükröcskéje        | Pavel Bazsov–Hárs László: Tajutka tükröcskéje; Művelt Nép, Bp., 1952 (Bábszínpad) |
| 1953   | Szöcske                    | ford. Tóth Tibor; Magyar Kiadó, Pozsony, 1953                                     |
| 1954   | Az ezüstpata               | ford. Rab Zsuzsa; Ifjúsági, Bp., 1954                                             |
| 1955   | A rézhegyek királynője     | ford. Rab Zsuzsa, utószó Kormos István; Új Magyar Kiadó, Bp., 1955                |
| 1959   | Lidérc anyó kútja          | vál., ford., átdolg. Rab Zsuzsa; Móra, Bp., 1959                                  |
| 1959   | A titok. Regény            | ford. G. Beke Margit; Móra, Bp., 1959                                             |
| 1967   | A kővirág. Mesék           | vál., utószó Szabó Kis Katalin, ford. Rab Zsuzsa; Ifjúsági, Bukarest, 1967        |
| 1968   | A csodatévő drágakő        | ford. Rab Zsuzsa; Móra, Bp., 1968                                                 |
| 1980   | A Rézhegyek királynője     | ford., átdolg. Rab Zsuzsa; 3., átdolg. kiad.; Móra, Bp., 1980                     |
| 1989   | Aranyhajszál               | ford. Rab Zsuzsa; Móra, Bp., 1989                                                 |